# 出雲北陵中学校・高等学校
出雲北陵中学校・高等学校（いずもほくりょうちゅうがっこう・こうとうがっこう）は、島根県出雲市西林木町にある私立中学校・高等学校。

## 歴史
- 1909年 - 初代水谷キワ校長、今市裁縫女学校を創立
- 1913年 - 今市新町に校舎新築、移転
- 1951年 - 学校法人水谷学園が経営主体となる
- 1955年 - 出雲女子高等学校と改称
- 1974年 - 水谷学園教育基金創設
- 1983年 - 校名を出雲北陵高等学校と改称、男女共学となる
- 1984年 - 出雲西林木町に校舎新築、移転
- 1991年 - 音楽コースを新設
- 1996年 - 出雲北陵中学校開校
- 1998年 - 第70回選抜高等学校野球大会に野球部が初出場。
- 2002年 - 美術コース新設
- 2009年 - 創立100周年を迎える

## 設置学科

### 中学校
- 中高一貫6ヵ年教育

### 高等学校
- 普通コース
  - 進学系普通コース
  - 教養系普通コース
  - 情報ビジネス系普通コース
  - 保育系普通コース
  - 看護医療普通コース
- 特別進学コース
- 音楽コース
- 美術・CGデザインコース

## 部活動

### 中学校
体育部
- 卓球部
- バスケットボール部
- 野球部
- サッカー部
- 陸上部
- なぎなた部
- 水泳競技部

文化部
- Hokuryo E.S.S.（英会話クラブ）
- 美術部
- 写真部
- 華道部

### 高等学校
体育部
- 硬式野球部
- バスケットボール部
- 卓球部
- 陸上競技部
- なぎなた部
- サッカー部
- ソフトテニス部
- テニス部
- 応援団
- バレーボール部

文化部
- 吹奏楽部
- 合唱部
- 美術部
- 写真部
- 情報技術部
- インターアクト部
- 華道部
- 茶道部
- 家庭科研究部
- 書道部
- 新聞部

## 交通
- 電車

一畑電鉄川跡駅から徒歩15分
- バス

JR出雲市駅より「大寺」方面→(15分)→「北陵高校前」下車

## 著名な出身者
- 曽田麻衣子（キャスター）
- 浅津このみ（英語版）（オリンピックボブスレー選手）

## 不祥事

### 不祥事を理由とする初の高野連脱退
2011年10月6日、日本学生野球協会が、高等学校野球部の不祥事11件を発表した。出雲北陵高等学校は、同年6月に部員間暴力を原因とした不祥事で、3か月間の対外試合禁止処分の判断がなされていたが、暴力に関わった選手を登録しないという条件のもと全国高等学校野球選手権島根大会開幕前日までに処分期間が短縮されていた。それにもかかわらず、同校はその処分に従わず、登録しないとされた選手を登録し試合にも出場させていた。これにより、前監督と部長が日本学生野球憲章違反で1年間の謹慎処分を受けた。また、同校が10月3日付で島根県高等学校野球連盟を脱退することが合わせて発表された。不祥事に端を発する高等学校野球部の高等学校野球連盟の脱退は初めてのことであった。また、違反を止めなかった島根県高等学校野球連盟も同協会から厳重注意を受けた。
処分当時に在学した生徒が卒業した2014年に高野連に再加盟し、以降は各種大会に出場している。